# Bravest Warriors
Bravest Warriors (en español Guerreros Valientes) es una serie web animada de animación de Estados Unidos, creada por Pendleton Ward, reconocido por ser también creador de Adventure Time. La serie está escrita y dirigida por Breehn Burns, y producida por Frederator Studios para su canal de YouTube, el cual es Cartoon Hangover. Los productores ejecutivos de Frederator son Fred Seibert, Burns, y Will McRobb y Chris Viscardi. La mayoría de los episodios de Bravest Warriors son TV-PG, TV-14, y algunos episodios son TV-MA.
Situado en el año 3085, la serie narra las aventuras de cuatro héroes a sueldo adolescentes, que viajan a través del universo salvando a extraterrestres adorables y a sus mundos con el poder de sus emociones. La serie animada comenzó su transmisión en el canal Cartoon Hangover de Channel Frederator en YouTube el 8 de noviembre del 2012. La serie está basada en un corto de Frederator para el espacio Random! Cartoons, producido por Nicktoons Network, que fue emitido el 10 de enero de 2009. Una adaptación en cómic fue publicada por Boom! Studios el 24 de octubre de 2012.
La serie ganó el premio Shorty al Mejor Programa Web en 2013.

## Personajes
- Christopher «Chris» Kirkman —voz por Charlie Schlatter (piloto), Alex Walsh, (serie)—. Un adolescente de 16 años, líder de los Bravest Warriors. Está enamorado de su mejor amiga, Beth. Su sticker animal es una abejita que toma la forma de una espada con empuñadura de panal de abeja y un enjambre de abejas. En el episodio «Cereal Master», demostró su poder de Señor de las emociones al usar telequinesis moviendo una botella de Sueños de Caballito de Mar, por pensar en Beth. El también tiene sentimientos por Plum una alienígena que guarda muchos mistieros sobre el futuro de Chris.
- Beth Tezuka —voz por Tara Strong (piloto), Liliana Mumy (serie)—. Miembro femenino de los Bravest Warriors. Su sticker animal es un gato que puede transformarse en un gato de nueve colas con cabezas de gato. En el episodio «Hamster Priest» se descubre que la dimensión de la máquina del padre de Beth, Ralph Waldo Pickle Chip, está directamente relacionada con las ondas cerebrales de Beth. Finalmente se revela en «Season of the Mitch» que Beth es la única que puede soportar la descendencia del Gusano Eón y fue casi impregnada antes de que Danny logró detenerlo.
- Daniel «Danny» Vásquez —voz por Rob Paulsen (piloto), John Omohundro (serie)—. El sarcástico pedante , y genial inventor de los Bravest Warriors. Su sticker animal es un perro que se transforma en una espada y una pistola. Sus invenciones incluyen una máquina del tiempo (que fue destruida por una versión alternativa de sí mismo en «Dan Before Time») y Robo-Chris. estuvo enamorado de plum. Tuvo un breve romance con Beth cuando Chris desapareció para encontrarse con los señores de las emociones.
- Wallow —voz por Dan Finnerty (piloto), Ian Jones-Quartey (serie)—. El excéntrico y el más inteligente de los Bravest Warriors. Su sticker animal es un halcón que se transforma en hacha. También se puede formar una bazuca y una guitarra. En su guante tiene una computadora de Inteligencia artificial llamada Pixel (voz por María Bamford), es muy celosa. Tiene una amplia gama de compañeros como Impossibear y Catbug. En «Season of the Worm» perdió su brazo izquierdo cuando Bet tuvo que amputarlo, por estar cubierto de inter mosquitos.
- Plum —voz por Tara Strong—. Una amiga de Beth, es una Merewif, una anfibio alienígena, que puede combinar sus piernas en una cola de sirena cuando está en el agua. Ella también puede asumir una forma más monstruosa con colmillos, ojos morados brillantes y seis tentáculos. Plum es el quinto oficial miembro de los Bravest Warriors. Ella tiene una antigua y sabia segunda personalidad que vive en su segundo cerebro. Ella parece estar enamorada de Chris como se ve en Gas Powered Stick cuando ella coquetea y lo besa, pero podría haber sido una artimaña para quitar el hueso de melocotón que le dio la visión de rayos X a Chris.
- Catbug  —voz por Sam Lavagnino—. Una pequeña criatura mitad gato, mitad mariquita. Posee la habilidad de saltar entre dimensiones, específicamente a la Zona del más allá donde los padres de los Bravest Warrios están encarcelados, aunque no puede controlarlo.
- Señor de las Emociones  —voz por Breehn Burns—. Un ser humano aparentemente inmortal que tiene poderes de deformación de la realidad vinculados a sus emociones. En su primera aparición manifiesta especial interés por Chris, señalando la falta de preparación que tiene para ser un «Señor de las Emociones». En «Lavarinth», se revela a sí mismo como Chris de 184 años en el futuro, y que necesita Chris comenzar a tomar suplementos de vitamina B12 de lo contrario van a quedarse calvos. En «Parasox Pub» posee a Catbug con el fin de transportar a Chris a la Parasox Pub, que está bloqueado en un prisma atemporal para el Señor de las Emociones. Varias etapas de la vida del Señor de las Emociones se revela, y serán por lo menos 3000 años de antigüedad.

## Doblaje
Desde el 1 de noviembre del 2013 se inició la publicación de los vídeos de la serie con doblaje al español realizado en México.
| Personaje              | Actor/Actriz de voz Original | Actor/Actriz de Doblaje |
| ---------------------- | ---------------------------- | ----------------------- |
| Chris                  | Alex Walsh                   | Miguel Ángel Ruiz       |
| Beth                   | Liliana Mumy                 | Nayeli Mendoza          |
| Danny                  | John Omohundro               | Iván Cervantes          |
| Wallow                 | Ian Jones-Quartey            | Luis Alfonso Mendoza    |
| Catbug                 | Sam Lavagnino                | Iván Bastidas           |
| Plum                   | Tara Strong                  | Angélica Villa Barrón   |
| Señor de las Emociones | Breehn Burns                 | Pedro D'Aguillón Jr.    |
| Insertos               | N/A                          | Luis Alfonso Mendoza    |

- Estudio de Doblaje: Dubbing House
- Dirección de Doblaje: Luis Alfonso Mendoza
- Traductor y Adaptador: Jesús Vallejo